# Rmenec sličný
Rmenec sličný (Chamaemelum nobile, syn. Anthemis nobilis), známý též jako rmen sličný, rmen římský, nebo pod nesprávným názvem heřmánek římský, je hvězdnicovitá rostlina s léčivými účinky. Hlavní obsahovou látkou květních úborů je světle modrá silice, svým složením podobná silici pravého heřmánku. Ta spolu s hořčinami dodává bylině charakteristické chuťové vlastnosti.

## Popis a pěstování
Množí se vegetativně dělením starších trsů na jaře, protože květy bývají často jalové a bez semen. Časté přesazování rostlinám prospívá. Je běžným hostem bylinných zahrádek a vzhledem k jeho nízkému vzrůstu je vysazován namísto trávy. Květní úbory se sbírají ručně, a to postupně, když právě celé rozkvetou, a ihned se suší na vzdušných místech, kde teplota nepřesahuje 30 °C. Musí být dokonale usušený, jinak se snadno zapaří a zcela znehodnotí.

## Původ
Rmenec sličný pochází ze západního Středomoří, v některých zemích střední a západní Evropy se pěstuje jako léčivka a místy zdomácňuje.

## Použití
Původně byly užívány květy rmence sličného k léčení různých nemocí včetně žloutenky a nemocí jater, ale také proti migréně, jak se dočítáme ve středověkém herbáři R. Banckese. Ve stejné době doporučuje francouzský spis o vedení domácnosti, známý pod názvem "Le Ménagier de Paris" (Hospodář z Paříže), připravovat z květů rmenu sličného vařených spolu s pomerančovou kůrou vodu k omývání rukou při hostinách. Čaj z něj je starobylým tonikem příjemně chutnajícím a podporujícím trávení. Dále se přidává do likérů. Celé natě se v Anglii používá k přípravě bylinného piva. V kosmetice se používá při výrobě šamponů.